# Szumátrai széró
A szumátrai széró (Capricornis sumatraensis) az emlősök (Mammalia) osztályának párosujjú patások (Artiodactyla) rendjébe, ezen belül a tülkösszarvúak (Bovidae) családjába és a kecskeformák (Caprinae) alcsaládjába tartozó faj.
Ezt az állatot korábban a gorálok (Naemorhedus) közé sorolták be, Naemorhedus sumatraensis név alatt.

## Előfordulása
Neve ellenére a szumátrai széró nemcsak az Indonéziához tartozó Szumátra szigeten fordul elő, hanem őshonos a Maláj-félszigeten, Délkelet-Ázsia más térségeiben, valamint Kína déli részein, egészen a Himalájáig.

## Alfajai
- Capricornis sumatraensis sumatraensis (Bechstein, 1799)
- Capricornis sumatraensis thar Hodgson, 1831 - korábban önálló fajként kezelték, Capricornis thar név alatt[1]

## Megjelenése
Testhossza 85–94 cm, ebből a farok 8–16 cm, testtömege 50–150 kg.

## Életmódja
A szumátrai széró magányos és agresszív állat. Tápláléka levelek, hajtások és fűfélék.

## Természetvédelmi állapota
Az élőhelyének szűkülése és a vadászata fenyegeti. Ezért a Természetvédelmi Világszövetség (IUCN) vörös listáján a sebezhető fajok kategóriában tartozik.